# Purwo Martani
Purwo Martani is een bestuurslaag in het regentschap Sleman van de provincie Jogjakarta, Indonesië. Purwo Martani telt 34.342 inwoners (volkstelling 2010).